# Quickstep
Quickstep, nazývaný také rychlý foxtrot, je v tanečním sportu jedním ze standardních tanců. Historii quickstepu lze sledovat již od roku 1924. Quickstep je tanec ve čtyřčtvrťovém taktu, v tempu 50 až 52 taktů za minutu. Základním pohybem jsou tzv. čtvrtotáčky, tančené v uzavřeném, těsném držení pro standardní tance.

## Historie
Organizátoři mistrovství hvězd se rozhodli[kdy?] spojit nově vzniklý quick time foxtrot se soutěží v Charlestonu. Zvítězil Frank Ford se svou nově vymyšlenou formou plochého charlestonu, který se sice v základu rychlému foxtrotu neboli quickstepu, tak jak měl být tehdy chápán, mnoho nepodobal, avšak jeho variace snesly porovnání s variacemi dnešního quickstepu. Základy rychlého foxtrotu se vydělily z předcházející symbiózy pomalého a rychlého foxtrotu a tak se v roce 1929 pouze doplnily některými prvky a vznikl quickstep, který se tančí dodnes. V roce 1930 vznikla řada dalších figur a variací vlivem swingu a synkop. Dnešní podobě quickstepu se také někdy říká, že je vrcholnou formou foxtrotu.